# Ленчицкий уезд
Ленчицкий уезд — административная единица в составе Калишской губернии Российской империи, существовавшая c 1837 года по 1919 год. Административный центр — город Ленчица.

## История
Уезд образован в 1837 году в составе Калишской губернии. В 1919 году преобразован в Ленчицкий повят Лодзинского воеводства Польши.

## Население
По переписи 1897 года население уезда составляло 100 992 человек, в том числе в городе Ленчица — 8863 жит.

### Национальный состав
Национальный состав по переписи 1897 года:
- поляки — 81 008 чел. (80,2 %),
- евреи — 12962 чел. (12,8 %),
- немцы — 6270 чел. (6,2 %),

## Административное деление
В 1913 году в состав уезда входило 16 гмин: 
| - Бальков — д. Бальков, - Витоня — д. Витоня, - Гостков — д. Гостков, - Грабов — пос. Грабов, - Даликов — д. Даликов, - Лесьмерж — д. Лесьмерж, - Мазев — д. Мазев, - Песковице — д. Песковице, | - Пёнтек — пос. Пёнтек, - Поддембице — пос. Поддембице, - Рогузьно — д. Выпыхов, - Собутка — д. Собутка, - Ткачев — д. Ткачев, - Тополя — д. Тополя-Шляхетская, - Тум — д. Тум, - Хоцишев — д. Хоцишев, |